# زاك تايلور
زاك تايلور هو مدون كندي، ولد في 30 أغسطس 1987.